# Гензель и Гретель (фильм, 1987)
«Гензель и Гретель» (англ. Hansel and Gretel) — американо-израильский музыкальный фильм, снятый режиссёром Леном Таланом по сказке братьев Гримм. Современная версия классической сказки «Гензель и Гретель». В 1987 году был представлен на Канском кинорынке. Премьера в США состоялась 10 декабря 1988 года, премьера в мире — 24 декабря 1989 года.

## Сюжет
Основан на известной сказке. Гензель и Гретель — дети разорившегося дровосека Стефана и его жены Марии. Мать отправляет детей в лес за ягодами. Вопреки предостережениям отца, дети отправились в северный лес и заблудились. В чаще леса они увидели красивый пряничный домик, в котором жила добрая старушка. Брат и сестра не знают, что добрая старушка, которая приютила и накормила их, на самом деле была ведьмой по имени Гризельда.

## В ролях
- Дэвид Уорнер — Стефан, отец Гензеля и Гретель
- Хью Поллард — Гензель
- Николя Степлтон — Гретель
- Эмили Ричард — Мария, мать Гензеля и Гретель
- Клорис Личмен — ведьма Гризельда
- Сьюзи Миллер — Марта
- Юджин Кляйн — фермер
- Уоррен Фейджин — пекарь
- Джош Буланд — помощник пекаря
- Лотуф Нойссер — кузнец
- Беатрис Шимшони — леди с лентой
- Даниэл Дикман — пряничный мальчик (нет в титрах)

## Съёмочная группа
- Режиссёр: Лен Талан
- Продюсеры: Йорам Глобус, Менахем Голан, Ицик Кол[англ.]
- Сценаристы: Нэнси Вимс, Лен Талан
- Оператор: Илан Розенберг
- Композитор: Энгельберт Хампердинк (автор песен)